# Augusto de Prima Porta
Augusto Prima Porta es una estatua de Augusto que fue descubierta el 20 de abril de 1863 en la villa de Livia, en Prima Porta, un suburbio de Roma. Se trata de una copia en mármol de un modelo en bronce anterior. Hoy se exhibe en el Braccio Nuovo de los Museos Vaticanos.

## Descripción
La estatua es una imagen idealizada de Augusto que se basa en el Doríforo de Policleto del siglo V a. C.. Acoge la forma de contrapposto de esa escultura, creando diagonales entre los miembros tensos y los relajados, es un rasgo típico de la escultura clásica.
Se trata de una figura de bulto redondo, tallada en mármol, y que todavía conserva restos de dorado, púrpura, azul, y otros colores con los que fue policromada (véase abajo en los enlaces su reciente recreación).
Es, evidentemente, un retrato, de cuerpo entero, del emperador Octavio Augusto, personificado como toracato —vestido de militar y con una rica coraza—, que debió formar parte de un monumento conmemorativo de las últimas victorias del emperador. Augusto aparece en pie, con indumentaria militar, sosteniendo un bastón de mando consular y levantando la mano derecha, mostrando a sus tropas la corona de laurel del triunfo. Su coraza tiene relieves alusivos a diversos dioses romanos, entre ellos, Marte, el dios de la guerra, así como las personificaciones de los últimos territorios conquistados por él: Hispania, Galia, Germania, Partia (persas de la frontera del Éufrates que habían humillado a Craso, y aquí aparecen devolviendo los emblemas robados a aquellas legiones); sobre ellos aparecen los carros del Sol y la Luna.

## Estilo
La estatua está claramente inspirada en el Doríforo de Policleto, aunque con algunas modificaciones que recuerdan cierto retrato romano de época republicana conocido como El Orador. Sin embargo, a pesar de la influencia republicana, el estilo de este retrato está más cerca del idealismo helenizante, que del realismo republicano. Pese a la exactitud con que se describen las facciones del emperador, con la mirada sombría y su característico flequillo, su rostro tranquilo y distante ha sido idealizado; lo mismo podemos decir del contrapposto, de las proporciones anatómicas y del profundo drapeado del paludamentum. Por otro lado, Augusto ha sido retratado descalzo, como los antiguos héroes olímpicos, y un Cupido, que cabalga sobre un delfín, le abraza la pierna, simbolizando su condición de descendiente de la diosa Venus a través de Eneas. Todos estos refinamientos estilísticos y símbolos herméticos revelan una clara inspiración griega del retrato oficial, que los emperadores romanos convirtieron en instrumento de propaganda gubernamental, cuya función política era muy evidente: se trataba de mostrar al pueblo romano que el emperador —Augusto, en este caso— era un ser excepcional, equiparable a los antiguos héroes mitológicos, e incluso digno de ascender a la divinidad del Olimpo. ¿Quién mejor que él para gobernar Roma?.

## Identificación de la obra

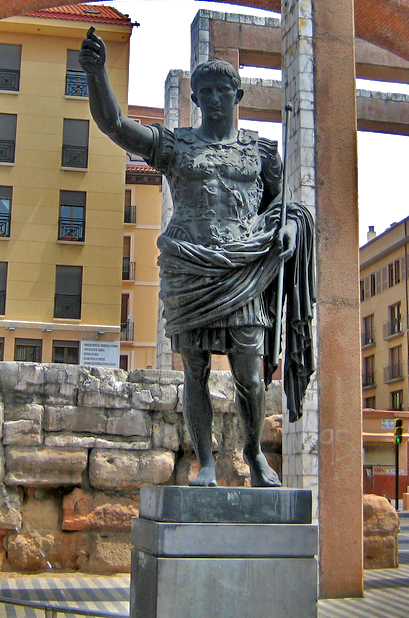
Augusto Prima Porta en bronce junto con restos de muralla en Zaragoza.

Esta estatua, de unos dos metros de altura, fue descubierta en 1863, cuando se excavaba una villa palaciega, la Villa de Livia, en los alrededores de la Prima Porta de Roma. Al parecer, ese fue el lugar al que se retiró Livia, al morir su esposo, el emperador Augusto en el año 14 d. C. La citada escultura parece ser un duplicado, encargado por la propia Livia en el año 20 d. C., de un retrato de Augusto, originalmente de bronce y oro, del año 19 d. C., que se exponía en algún lugar público de Roma. Actualmente, esta réplica, que es el mejor retrato conocido de este emperador, se exhibe en los Museos Vaticanos, en Roma.

## Contexto histórico
El retratado, Octavio Augusto, fue el primer emperador de Roma (entre 27 a. C. y 14 d. C.), y además, puso fin a las guerras de conquista, comenzando un periodo de paz que, salvo por guerras esporádicas, duró dos siglos. Este se conoce como pax romana. En el arte, y en concreto la escultura, también hubo importantes cambios: si en época republicana dominaba el realismo extremo, en el Imperio la influencia griega se ve en los retratos de los emperadores, que eran idealizaciones que resumían todas las virtudes que debía tener alguien excepcional, digno de gobernar aquel imperio.
Había varios tipos iconográficos de retrato imperial:
- La del Augusto Prima Porta es una imagen toracata, en calidad de jefe militar triunfador.
- También podía ser representado como Pontifex Maximus, también llamado capite velato, por llevar un velo en la cabeza oficiando como jefe religioso o sumo sacerdote, como en el retrato de Augusto del Museo de las Termas, Roma.
- Togado: representando al emperador con toga senatorial, como máxima autoridad del Senado (ej.: retrato de Augusto como Pretor, en el Museo del Louvre).
- Otros modelos eran el retrato ecuestre, del que conservamos pocos ejemplos, el mejor el de Marco Aurelio.
- Retrato apoteósico: representa al emperador semidesnudo, como alusión, ya fallecido, a su carácter de semidios. En cierto modo, el retrato de Augusto Prima Porta tiene algún indicio de esto, ya que el emperador va descalzo.